# 注意力不足過動症的診斷
注意力不足過動症的診斷是根據患者的行為和心理發展的評鑑並且排除毒品、藥物的影響、或其他生理或心理的可能造成類似ADHD症狀的因素而成。診斷過程通常會將個案的父母意見及師長意見列入考量。大多數的診斷都是因為個案的教師首先對於孩子的健康提出關切，經轉介後而成。 注意力不足過動症的症狀可能會被認為是人類個性光譜的極端或是其中一環而已。
對於ADHD的藥物反應結果，無法就此確認診斷或排除診斷。迄今為止學界尚未得到一致的ADHD與非ADHD之腦部構造的差異結論，因此腦部造影只被用於對於複雜的人腦進一步的研究，尚未能應用於診斷ADHD。使用量化腦波 (QEEG) 診斷ADHD是學界中正在研究的領域之一，然而迄今為止，腦波經過量化後的數值與ADHD之間的關係仍然不明。
注意力不足過動症又可細分為以下三種類型：注意力不足（專注力失調）為主型、過動-衝動為主型、或注意力不足（專注力失調）且過動-衝動的混合型。過動，即為「過度」活躍。過度兩字意味著活躍的程度已經對生活造成不良的影響。即便個案並無注意力不足過動症的所有特徵，他仍有可能是ADHD患者，有無全部特徵牽涉到是否有其他共病存在且治療的主要目的在於協助患者避免缺點並發揚優點。成人及兒童青少年的注意力不足過動症的診斷依據《精神障碍诊断与统计手册》（DSM）的標準、患者的歷史經歷（個案史）、門診病人的主訴、症狀學、發展史、家族史、共病、生理評估及各種醫師評估後認為需要進一步的檢查等。
ADHD隸屬於神經發育所致之精神疾患。
ADHD和對立反抗症狀、品行障碍和反社会人格障碍同隸屬於紊亂行為症候群。ADHD的診斷並不暗指任何一個神經系統疾病。醫師在診斷過程中必須衡量個案的焦慮、憂鬱程度、及對立反抗症、品行障碍、及學習障礙和語言障礙。其他考量的問題包括：其他神經發育障礙、抽动综合症、和睡眠呼吸暂停。
自我評量表，例如：ADHD 評量表和Vanderbilt ADHD診斷評量表會在診斷和評估ADHD的過程中使用。

### 精神疾病診斷與統計手冊
根據最新的精神疾病診斷與統計手冊第五版（DSM-V），以下表列之症狀至少在一個類別中擁有六個項目（成人為至少五項）並必須持續至少六個月且其程度高於多數同年齡層之同儕。除此之外，以下表列之症狀必須在至少兩種不同的情境下（例如：社交、課業/工作、家庭、朋友之間、親戚之間、或其他場合/活動）造成問題並有明確證據證明這些症狀確實影響或降低患者在學校、社交或工作的應對能力與學校生活、社交生活及工作生活的品質，且這些條件必須出現在大約十二歲以前。
再者，這些症狀無法被其他心理疾病更好地定義、解釋（例如：情感障礙、焦虑症、解离性障碍或人格障礙）。另外，診斷者須確保個案的這些症狀不只出現於個案的（若有）思覺失調症或其他思覺失調的（發病）病程中。

#### 「注意力缺失」為主的注意力不足過動症
一個未滿17歲，以注意力不足（專注力失調）為主的注意力不足過動症患者擁有下表中至少六項的症狀（17歲以上為至少五項），且非由其他醫學疾病直接造成。除此之外，症狀持續至少六個月而且這些症狀與患者所處年紀應該展現的發展成熟度不符。
1. 難以認知細微的細節、或在學校、工作、或其他活動上經常不夠細心、或容易粗心甚至犯下無心之過。[19]
2. 難以持續對於一件事情或遊戲保持專注。[19]
3. 經常沒有遵從指示且難以完成或（如期）繳交家庭作業、日常瑣事、應該做的事（責任）、職務要求、雜務、或乏味的例行工作。[19]
4. 經常丟失完成任務或活動所需的東西（例如：鉛筆、課本、考卷、水壺、鑰匙、學習用品、書本、工具器材、眼鏡、手機、紙本文書等）。[19]
5. 在做一件重要的事情時容易分心，或被其他比較不重要的事情吸引。[19]
6. 當他人跟患者說話時，患者似乎沒在聽其說話。[19]
7. 難以組織籌畫許多任務或活動。[19]
8. 不喜歡、經常避免、不情願、或需要勉強自己去做那些需要長時間動腦的事情（例如：課業、家庭作業、在學事務）。[19]
9. 容易分心或容易把注意力放錯地方。[19]
10. 健忘、容易忘記那些每天都會做的事情/例行公事（daily routine）。[19]

#### 「過動-衝動」為主的注意力不足過動症
一個未滿17歲，以注意力不足（專注力失調）為主的注意力不足過動症患者擁有下表中至少六項的症狀（17歲以上為至少五項），且非由其他醫學疾病直接造成。除此之外，症狀持續至少六個月，再者這些症狀與患者所處年紀應該展現的發展成熟度不符而且對患者本身或他人造成困擾（disruptive）。
1. 坐在椅子上動來動去、在位置上用手指頭敲打東西、 或用腳趾頭敲打地板。[19]
2. 不停地講話，講話的頻繁度超出正常範圍。[19]
3. 四處東奔西跑、碰觸或玩弄視野內的任一或每一個物體。（青少年或成人則為：感到不安寧、感覺靜不下來、閒不下來）[19]
4. 一直在移動、做動作或「正在做某事」，似乎一直被馬達給驅動著。[19]
5. 難以安靜的參與或從事休閒活動。[19]
6. 常常在還沒聽完或看完問題的時候就脫口說出自己認為的答案或衝動、急於作答。[19]
7. 難以忍受延遲的滿足、難耐在遊戲或其他事情中因輪流所產生的等待時間。[19]
8. 經常干擾他人或「闖入」他人之間的對話、活動或遊戲等活動。[19]
9. 經常在被預期應該長時間坐著的情況下離開座位（例如：在圖書館常常離席、在演講場合常常離席、在上課時間/吃飯時間/做功課的時間或聽故事時間無法乖乖坐好）。[19]

在青少年及成年的注意力不足過動症患者中，過動的症狀往往隨著社會化及年齡的增長而轉變為內在的不安寧。
若個案同時滿足「『注意力缺失』為主的注意力不足過動症」和「『過動-衝動』為主的注意力不足過動症」的診斷標準，則該個案屬於「注意力不足過動症『混合型』」。
一位求診患者即便在過去六個月中，症狀數量較診斷準則少，但若曾經完全符合診斷準則且症狀仍導致多重情境下（例如：工作、學業及社會等）功能減損之狀態，仍可能符合注意力不足過動症的診斷。此乃注意力不足過動症的部分緩解。 ADHD的嚴重度則以表列症狀的多寡及程度、是否存在少數幾個特別嚴重的症狀、和/或 ADHD對於患者的執行功能（社交、學業、職業工作的應對能力/功能）的減損程度判斷。
兒童及成人之注意力不足過動症診斷必須由受過專業訓練的醫療團隊（例如兒童精神科醫師團隊）才可，否則容易受到誤診與處方，這相當危險。

### 国际疾病分类
以下為2010年出版之《国际疾病分类 第十版》（ICD-10, International Classification of Disease-10，又稱為國際通用的疾病分類表）第五章節：
心理與行為疾病（F00-F99）
早發於青少年時期的情緒及行為疾病 （F90-F98）
過度活躍症 （Hyperkinetic Disorder, F90）
- 年紀輕輕（通常在零到五歲的時候）就出現難以持續進行一件需要動腦的活動、常常一件事情還沒做到一個段落就跳到另一個事情去，並伴隨組織與規劃能力的不足、聽從指示上的困難、過多的活動。[25]
- ADHD可能與其他疾病共病。[25]
- 患有過度活躍症的孩子通常較衝動、沒有三思而後行。因此容易發生意外。聽從指示上的困難通常起因於沒有三思而後行，刻意造反相較之下的可能性較低。[25]
- 患者對成人的溝通交流（相處）可能是毫無保留的，缺乏正常的戒心與保守。患者可能在群體之中不受歡迎且受到孤立。[25]
- 認知功能的不足是常見的，運動和語言發展上的延遲、遲緩更是頻繁。[25]
- 次要的併發症包含未「社會化」（社會無法接受）的行為以及低自尊心。[25]

#### ICD-11
已經於2018年六月發行、預定在2019年中提交世界衛生組織大會（WHA）審核的ICD-11 （ICD 第十一版）準正式版中，注意力不足過動症歸類於6A05（ADHD）的類別裡，而該注意力不足過動症類別中對ADHD的定義暨介紹已趨近現時之DSM-5。

### 成年注意力不足過動症患者
成人注意力不足過動症（Adult ADHD；AADHD；Adult ADD；AADD）其實是注意力不足過動症的症狀從幼年延續到成年期，並不是成年後才出現的疾病。其症狀基本上仍未脫離分心、過動-衝動的核心概念，只是表現方式有很多（比起幼年期更為多樣），一般大眾不一定能將這些多樣的表現型式與ADHD的核心症狀相連結。成人注意力不足過動症及成人自閉症也是台灣兒童與青少年精神醫學科醫師培訓過程中的重點科目。
世界衛生組織的《成人ADHD自填量表症狀檢核表》（簡稱ASRS）就有列出成人注意力不足過動症的一些可能症狀，其中分別依「注意力缺損」及「過動/衝動」二種表現型進行歸納。
研究發現，兒童青少年時期的ADHD症狀若未經治療，超過六成進入成年期後仍有明顯症狀。隨著年齡增加，症狀的表現將較為多變，舉例來說：青少年或成人ADHD的「過動」症狀極可能以「非常浮躁」或「把別人弄得精疲力竭」等方式呈現。

### 生物標記研究
數篇關於ADHD生物標記的回顧性研究指出，ADHD患者的血小板单胺氧化酶表現型（expression）、尿液中的正肾上腺素、尿液中的MHPG和尿液中的苯乙胺濃度都與由「非ADHD患者」組成的對照組不同。檢測上述這些項目可能可以作為是否有ADHD的診斷生理標記（diagnostic biomarkers），簡言之就是作為診斷ADHD的重要參考。然而這部分正處於研究階段，尚需更多研究與實驗來確立這方面利用的可行性。ADHD患者尿液中的苯乙胺濃度、血浆中的苯乙胺濃度皆較「非ADHD患者」及「服用苯丙胺或哌甲酯治療的ADHD患者」來得低。已知苯丙胺和哌甲酯會增加苯乙胺在體內的合成。特別是那些對苯丙胺和哌甲酯有反應的ADHD患者。偏低的尿液中苯乙胺濃度與ADHD患者「不專心（inattentiveness）」的症狀相關。。當今的腦波檢測還不夠精準到足以用來當作診斷的重要依據。

### 腦部造影
由於關於ADHD的腦部結構之神經影像學仍處於廣泛的研究發展階段，迄今為止學界尚未得到一致的ADHD與非ADHD之腦部構造的差異結論。除此之外，一名ADHD與另一名ADHD的腦部內造結構仍不完全相同。因此腦部造影只被用於對於複雜的人腦進一步的研究，尚未能應用於診斷ADHD。

## 備註
1. 1 2 3  兒童青少年精神疾病，例如：注意力不足過動症、
自閉症等乃至成人注意力不足過動症、成人自閉症等，為台灣兒童青少年精神科醫師培訓過程中的重點科目。

## 文獻來源
1. ↑  National Collaborating Centre for Mental Health. . . NICE Clinical Guidelines 72. Leicester: British Psychological Society. 2009: 18–26, 38. ISBN 978-1-85433-471-8. （原始内容存档于2016-01-13） –NCBI Bookshelf.
2. ↑  Dulcan, Mina K.; Lake, MaryBeth. .  4th illustrated. American Psychiatric Publishing. 2011: 34. ISBN 978-1-58562-416-4 –Google Books.
3. ↑  Mayes R, Bagwell C, Erkulwater JL.  illustrated. Harvard University Press. 2009: 4–24. ISBN 978-0-674-03163-0.
4. ↑  National Collaborating Centre for Mental Health. . . NICE Clinical Guidelines 72. Leicester: British Psychological Society. 2009: 116–7, 119. ISBN 978-1-85433-471-8. （原始内容存档于2016-01-13） –NCBI Bookshelf.
5. ↑  . August 2002. （原始内容存档于2010-05-01）.
6. ↑  Sand T, Breivik N, Herigstad A. . Tidsskrift for Den Norske Laegeforening. February 2013, 133 (3): 312–6. PMID 23381169. doi:10.4045/tidsskr.12.0224 （挪威语）.
7. ↑  Millichap JG, Millichap JJ, Stack CV. . Clinical EEG and Neuroscience. July 2011, 42 (3): 180–4. PMID 21870470. doi:10.1177/155005941104200307.
8. 1 2  American Psychiatric Association. . American Psychiatric Association. 2000. ISBN 978-0-89042-025-6. （原始内容存档于2016-05-12）.
9. ↑  . MedlinePlus. 2018-07-09  [2018-07-15]. （原始内容存档于2017-07-15）. Hyperactivity is often considered more of a problem for schools and parents than it is for the child. But many hyperactive children are unhappy, or even depressed. Hyperactive behavior may make a child a target for bullying, or make it harder to connect with other children. Schoolwork may be more difficult. Kids who are hyperactive are frequently punished for their behavior. Excessive movement (hyperkinetic behavior) often decreases as the child grows older. It may disappear entirely by adolescence.
10. ↑  CDC. . Centers for Disease Control and Prevention. 2017-08-31  [2018-07-15]. （原始内容存档于2014-11-07）. Deciding if a child has ADHD is a several-step process. This page gives you an overview of how ADHD is diagnosed. There is no single test to diagnose ADHD, and many other problems, like sleep disorders, anxiety, depression, and certain types of learning disabilities, can have similar symptoms.
11. ↑  Caroline, SC (编). . Springer Science & Business Media. 2010: 133. ISBN 9780387717982. （原始内容存档于2016-05-06）.
12. 1 2  Kooij, SJ; Bejerot, S; Blackwell, A; Caci, H;  et al. . BMC Psychiatry. 2010, 10: 67. PMC 2942810 . PMID 20815868. doi:10.1186/1471-244X-10-67.
13. ↑  Wiener JM, Dulcan MK.  illustrated. American Psychiatric Publishing. 2004  [2014-11-02]. ISBN 978-1-58562-057-9. （原始内容存档于2016-05-06）.
14. ↑  National Collaborating Centre for Mental Health. . NICE Clinical Guidelines 72. Leicester: British Psychological Society. 2009. ISBN 978-1-85433-471-8. （原始内容存档于2016-01-13） –NCBI Bookshelf.
15. ↑  Wolraich M, Brown L, Brown RT, DuPaul G, Earls M, Feldman HM, Ganiats TG, Kaplanek B, Meyer B, Perrin J, Pierce K, Reiff M, Stein MT, Visser S. . Pediatrics. November 2011, 128 (5): 1007–22. PMC 4500647 . PMID 22003063. doi:10.1542/peds.2011-2654.
16. ↑  Smith BJ, Barkley RA, Shapiro CJ. . Mash EJ, Barkley RA  (编).  4th. New York, NY: Guilford Press. 2007: 53–131. ISBN 978-1-59385-493-5.
17. 1 2 3  . NIMH.   [2018-07-13]. （原始内容存档于2018-06-01）. A person must have at least five symptoms of either inattention and/or hyperactivity-impulsivity.
The symptoms must be present in two or more settings, such as at home and at work. There must be evidence that the symptoms interfere with the person's functioning in these settings.
18. 1 2 3  . Arlington, VA Washington, D.C: American Psychiatric Association,American Psychiatric Association. 2013. ISBN 0-89042-555-8. OCLC 830807378.
19. 1 2 3 4 5 6 7 8 9 10 11 12 13 14 15 16 17 18 19 20 21 22 23 24  CDC. . Centers for Disease Control and Prevention. 2017-08-31  [2018-07-15]. （原始内容存档于2014-11-07）.
20. ↑  CDC. . Centers for Disease Control and Prevention. 2017-08-31  [2018-07-15]. （原始内容存档于2014-11-07）.
21. 1 2  高淑芬. . 台北: 心靈工坊. 2016-05-09  [2016-12-12]. ISBN 9789863570592 （中文（臺灣））.
22. ↑  . CHADD.   [2017-11-22]. （原始内容存档于2017-07-23）.
23. ↑  . WebMD. 2017-10-24  [2017-11-22]. （原始内容存档于2017-09-02）.
24. ↑  Barrow, Karen. . ADDitude. 2014-01-14  [2017-11-22]. （原始内容存档于2017-11-27）.
25. 1 2 3 4 5 6 7 8   10. World Health Organization. 2010. （原始内容存档于2014-11-02）.
26. ↑   11 Beta Draft. World Health Organization. （原始内容存档于2017-02-02）.
27. ↑  WHO team for classifications, terminologies and standards/IER.  (PDF). 2015-05-12  [2018-06-01]. （原始内容存档 (PDF)于2017-07-15）.
28. ↑  Adler, Lenard; Kessler, Ronald C; Spencer, Thomas,  (PDF), Gau, Susan Shur-Fen  (编),  (PDF), V1.1, Harvard Medical School, New York University Medical School.: World Health Organization, 2005  [2018-09-22], （原始内容 (PDF)存档于2017-04-06）
29. ↑  Margaret H. Sibley, James M. Swanson, L. Eugene Arnold, Lily T. Hechtman, Elizabeth B. Owens, Annamarie Stehli, Howard Abikoff, Stephen P. Hinshaw, Brooke S. G. Molina, John T. Mitchell, Peter S. Jensen, Andrea L. Howard, Kimberley D. Lakes & William E. Pelham. . Journal of child psychology and psychiatry, and allied disciplines. 2016-09. PMID 27642116. doi:10.1111/jcpp.12620. CONCLUSION:The interview format optimizes young adult self-reporting when parent reports are not available. However, the combination of parent and self-reports from rating scales, using an 'or' rule and a NB threshold optimized the balance between sensitivity and specificity. With this definition, 60% of the ADHD group demonstrated symptom persistence and 41% met both symptom and impairment criteria in adulthood.
30. ↑  CDC. . Centers for Disease Control and Prevention. 2017-08-31  [2018-07-15]. （原始内容存档于2014-11-07）. ADHD often lasts into adulthood. To diagnose ADHD in adults and adolescents age 17 or older, only 5 symptoms are needed instead of the 6 needed for younger children. Symptoms might look different at older ages. For example, in adults, hyperactivity may appear as extreme restlessness or wearing others out with their activity.
31. 1 2 3 4  Scassellati C, Bonvicini C, Faraone SV, Gennarelli M. . J. Am. Acad. Child Adolesc. Psychiatry. October 2012, 51 (10): 1003–1019.e20. PMID 23021477. doi:10.1016/j.jaac.2012.08.015.
32. ↑  Berry, MD. . Reviews on Recent Clinical Trials. January 2007, 2 (1): 3–19. PMID 18473983. doi:10.2174/157488707779318107. （原始内容存档于2017-02-01）. Although there is little direct evidence, changes in trace amines, in particular PE, have been identified as a possible factor for the onset of attention deficit/hyperactivity disorder (ADHD). … Further, amphetamines, which have clinical utility in ADHD, are good ligands at trace amine receptors. Of possible relevance in this aspect is modafanil, which has shown beneficial effects in ADHD patients and has been reported to enhance the activity of PE at TAAR1. Conversely, methylphenidate, …showed poor efficacy at the TAAR1 receptor. In this respect it is worth noting that the enhancement of functioning at TAAR1 seen with modafanil was not a result of a direct interaction with TAAR1.
33. ↑  Al Rahbi, HA; Al-Sabri, RM; Chitme, HR. . Saudi pharmaceutical journal : SPJ : the official publication of the Saudi Pharmaceutical Society. April 2014, 22 (2): 101–6. PMC 3950532 . PMID 24648820. doi:10.1016/j.jsps.2013.04.001.
34. ↑  . August 2002  [2008-12-09]. （原始内容存档于2010-05-01）.